# Ryłko
Ryłko – przedsiębiorstwo z Kalwarii Zebrzydowskiej produkujące obuwie. 
Przedsiębiorstwo funkcjonuje od lat 50. XX wieku. Początkowo był to mały zakład rzemieślniczy, który wytwarzał buty metodą tradycyjną i był prowadzony jednoosobowo, przez właściciela. W latach 90. wybudowano fabrykę w Kalwarii Zebrzydowskiej, co umożliwiło produkcję na szerszą skalę.